# 蒙古帝国史
蒙古帝国史（法语：L'Empire mongol）是法国历史学家雷纳·格鲁塞所著的关于蒙古帝国的著作。该书主要取材于《蒙古秘史》《史集》和《元史》。